# Bosuilstadion
Il Bosuilstadion è uno impianto sportivo della città belga di Anversa. Ospita le partite interne dell'Anversa e ha una capienza di 16.144 posti.

## Storia
Lo stadio fu inaugurato il 1º novembre 1923 don un'amichevole tra il Belgio e l'Inghilterra terminata 2-2.
Vi si giocò la ripetizione della finale della Coppa delle Coppe 1963-1964 che vide la vittoria dello Sporting Lisbona contro l'MTK Budapest.

## Incontri Internazionali

### Partite dei Giochi Olimpici 1920

#### Torneo olimpico
- Jugoslavia 0-7  Cecoslovacchia - (turno di qualificazione, 28 agosto);
- Paesi Bassi 4-4; 5-4 d.t.s.  Svezia - (quarti di finale, 29 agosto).

#### Torneo di consolazione
- Italia 2-1  Norvegia - (turno di qualificazione, 31 agosto);
- Spagna 2-1  Svezia - (turno di qualificazione, 1º settembre).

### Europeo 1972
- Germania Ovest 2-1  Belgio - (semifinale, 14 giugno).

### Finale di Coppa delle Coppe
- Sporting Lisbona 1-0  MTK Budapest - (15 maggio 1964) (ripetizione della finale gioca allo stadio Heysel di Bruxelles del 13 maggio 1964 terminata sul risultato di 3-3).